# ヤングリヴィング
ヤングリヴィング（英語: Young Living）とは、アメリカ合衆国ユタ州リーハイを本拠地とし、精油（エッセンシャルオイル）やその他の商品の連鎖販売取引（マルチ商法）を行う企業である。ドナルド・ゲイリー・ヤング によって、1993年に設立された。

## 概要
ヤングリヴィングは、自社農場、提携農場で植物を育てて農場で蒸留した精油、また自社基準にかなうサプライヤー から仕入れた精油をシングルオイル、ブレンドオイル、その他精油がブレンドされた化粧品を販売する企業である。販売方法に連鎖販売取引（英語: multi-level marketing、マルチ商法）を採用している。ヤングリヴィングは世界に展開しており、アメリカ、カナダ、メキシコ、ペルー、エクアドル、オーストラリア、ヨーロッパ、カナダ、日本、台湾、香港、マレーシア、シンガポール、インドネシアなどに支社を持っている。
創業者のドナルド・ゲイリー・ヤングは、以前無免許の医療行為で有罪判決を受け、物議をかもした人物である。
ヤングリヴィングは2014年9月に、エボラ出血熱、がん、パーキンソン病、アルツハイマー病等への効能をうたい精油を販売したとして、アメリカ食品医薬品局（FDA）より警告を受けている。
2016年の公的記録によると、同社で活動しているのメンバーの約94％が年1ドル以下の収入しか得ていない。
2018年5月にヤングは、連鎖販売取引業界でのこれまでの功績を讃えられ、連鎖販売取引ニュース（Direct Selling News）よりBRAVO LEGACY AWARDを受賞した。同年同月にヤングリヴィングは、UtahValley360というユタ州の情報サイトのアンケートで、ユタ州で一番働きやすい企業の1位に選ばれた。

## 裁判と警告

### 裁判

#### ドテラとの訴訟
2013年8月、ヤングリヴィングは、ドテラが企業秘密を盗み、違法にヤングリヴィングの生産工程を再現していたとして提訴した。2017年、ヤングリヴィングは敗訴し、2018年、ドテラ側の訴訟費用180万ドルを負担するよう命じられた。両社はまた、検査不正、虚偽広告、企業秘密の窃盗をめぐる訴訟で和解し、互いの製品の純度に関する否定的な主張を撤回した。

#### 絶滅危惧植物の精油の密輸
2017年9月にアメリカ合衆国司法省は、ローズウッドとスパイクナルドの精油を、野生動物・魚・植物などの違法取引を取り締まるレイシー法や絶滅の危機に瀕する種の保存に関する法律に違反して密輸した罪で、ヤングリヴィングに760,000ドルの罰金と罪状を申し渡した。

### 警告
ヤングリヴィングの精油は医薬品として承認されておらず、治療効果を謳った販売は認められない。しかし同社や一部会員は、医療従事者でないにもかかわらず、同社の「医療グレード」の精油がパーキンソン病、自閉症、糖尿病、高血圧、癌、不眠症、心臓病、心的外傷後ストレス障害（PTSD）、エボラ出血熱を含むウイルス感染、認知症、多発性硬化症などに効果があると主張して販売を行っていた。2014年9月、ヤングリヴィングとドテラは、アメリカ合衆国の政府機関・アメリカ食品医薬品局（FDA）から、会社のホームページ、フェイスブックページ、ツイッター、Pinterest（ピンボード風の写真共有サービス）等において、同社の精油で病気の治療、回復、軽減、緩和、手当て、または予防ができると述べているが、製品の効能を謳ってマーケティング・流通を行うのは違法であるため、改善するよう警告を受けた。
アメリカ食品医薬品局の警告レターでは、効能を謳って販売を行ったと認められた具体的な商品として、シナモンバーク（シナモン樹皮）、オレガノ、ローズマリー、マートル（ギンバイカ）、サンダルウッド（ビャクダン）、ユーカリ ブルー（フトモモ科、詳細不明）、ペパーミント、イランイラン 、フランキンセンス（乳香）、オレンジ、ヤングシーヴス（クローブ、レモン、シナモン樹皮、ユーカリラディアータ、ローズマリーのブレンド）、イミュウェル（またはイミュパワー。ヒソップ、セイボリー、シスタス、ラベンサラ、乳香、オレガノ、クローブ、クミン、タンジーのブレンド）が挙げられている。
ヤングリヴィングは違反行為を行っていた会員に法令遵守について理解するよう対応し、会員全体に法律遵守を呼びかけた。